# 大地みらい信用金庫
大地みらい信用金庫（だいちみらいしんようきんこ、英語：Daichimirai Shinkin Bank）は、北海道根室市に本店を置く信用金庫である。釧路総合振興局の自治体である厚岸町と浜中町、根室振興局の全自治体（根室市・別海町・中標津町・標津町・羅臼町）の指定金融機関である。

## 概要
根室信用金庫（1916年（大正5年））と厚岸信用金庫（1938年（昭和14年））が2001年（平成13年）に対等合併し、改称発足（存続金庫は、根室信用金庫であった）。
合併前の厚岸信用金庫は、厚岸町に本店が置かれていた。厚岸信用金庫時代には、厚岸町の指定金融機関には指定されなかったが、2020年（令和2年）8月1日より指定金融機関としての指定を受けることとなった。。
なお厚岸信用金庫では、スポーツ振興くじ（toto）当選券の払い戻しを2店舗で行っていたが、当金庫では行っていない。
主に根室振興局・釧路総合振興局を営業基盤とし、支店を設けているが、隣接するオホーツク総合振興局には支店・営業基盤ともにない。
十勝総合振興局は営業エリアに含まれているが出店はしていない。2014年（平成26年）6月25日に、石狩圏を含む7市6町2村を新たに営業地区とする認可を北海道財務局より取得し、2015年（平成27年）7月21日に札幌支店を開設した。2016年（平成28年）には創立100周年を迎えた。
なお、当庫の歯舞支店は日本の金融機関として最東端に位置する。

### その他
預金量は4,162億円（2024年（令和6年）3月期決算）であり、帝国データバンクの根室、釧路管内に本社を置く企業のメインバンク調査ではトップである。
自己資本比率は24.00%（2024年（令和6年）3月末現在、国内基準）。
ビジネスマッチング、商談会の開催や産学官との連携（根室、釧路圏の企業、大学、自治体などで構成するKONSEN魅力創造ネットワークの設立）など、地域密着型金融への取り組みを積極的に行っている。2019年には札幌を中心に行われているクリエイティブコンベンションNoMapsの釧路・根室版である、NoMaps釧路・根室を立ち上げ、「観光業×テクノロジー」や「水産業×テクノロジー」といったビジネスカンファレンスや「高校生ビジネスコンペティション」などを開催し、テクノロジーの力により地域の新たな価値創造へ向けた活動を行っている（現在は同イベントの事務局としてバックアップしている）。
CSRに対する取り組みでは、東日本大震災発生時に、震災遺児奨学支援のためのキャンペーン定期預金を発売し公益財団法人みちのく未来基金へ寄付している。
2022年7月1日に、信用金庫業界では全国初となる100%出資子会社の地域商社・株式会社イーストフロント北海道を設立した。
名称が類似する大分みらい信用金庫と交流があり、大規模災害発生時の相互応援に関する覚書を締結している。
また、株式会社りそな銀行と業務提携し、同行の信託代理店を行っている。

## 沿革[2]
- 1916年（大正5年）5月10日 - 根室信用金庫の前身、「有限責任根室信用購買販売組合」設立。
- 1938年（昭和13年）2月 - 厚岸信用金庫の前身、「保証責任厚岸信用組合」設立。
- 1952年（昭和27年）2月 - 有限責任根室信用購買販売組合、信用金庫法に基づき「根室信用金庫」に改組。
- 1952年（昭和27年）5月 - 根室信用金庫、営業地区に中標津町、標津町、別海村（現・別海町）、羅臼村（現・羅臼町）を追加。
- 1953年（昭和28年）5月 - 保証責任厚岸信用組合、信用金庫法に基づき「厚岸信用金庫」に改組。
- 1959年（昭和34年）4月 - 厚岸信用金庫、営業地区に標茶町を追加。
- 1965年（昭和40年）11月3日 - 根室信用金庫新築落成式が挙行される[3]。
- 1966年（昭和41年）3月 - 厚岸信用金庫、営業地区に釧路市、釧路村（現・釧路町）を追加。
- 1968年（昭和43年）10月 - 根室信用金庫、釧路支店を開設。
- 1972年（昭和47年）6月 - 厚岸信用金庫、営業地区に白糠町を追加。
- 1972年（昭和47年）8月 - 根室信用金庫、営業地区に標茶町、白糠町を追加。
- 1973年（昭和48年）5月 - 根室信用金庫、営業地区に弟子屈町、阿寒町（現・釧路市）、鶴居村、音別町（現・釧路市）を追加。
- 1974年（昭和49年）5月 - 厚岸信用金庫、営業地区に音別町（現・釧路市）、阿寒町（現・釧路市）、鶴居村、弟子屈町を追加。
- 1976年（昭和51年）6月 - 厚岸信用金庫、営業地区に根室市、別海町、中標津町を追加。
- 1983年（昭和58年）5月 - 根室信用金庫、営業地区に幕別町、池田町、豊頃町、浦幌町を追加。
- 1987年（昭和62年）6月 - 根室信用金庫、営業地区に帯広市を追加。
- 1993年（平成5年）5月 - 根室信用金庫、営業地区に音更町、芽室町、中札内村、更別村を追加。
- 2000年（平成12年）5月26日 - 理事会にて根室・厚岸両金庫の合併基本合意、8月22日臨時総代会にて合併を決議。
- 2001年（平成13年）3月19日 - 厚岸信用金庫・根室信用金庫が合併、大地みらい信用金庫に名称変更。
- 2009年（平成21年）10月26日 - 本店新築工事を終えグランドオープン
- 2014年（平成26年）6月25日 - 石狩振興局管内地区（6市1町1村）、高速道路沿線地区（1市5町1村）に営業地区を拡張。
- 2015年（平成27年）
  - 3月23日 - 中標津町にりんどう支店を開設。
  - 7月21日 - 札幌市に札幌支店を開設。
- 2016年（平成28年）5月10日 - 創立100周年を迎える。株式会社りそな銀行と業務提携し、同行の信託契約代理店となる。
- 2017年（平成29年）
  - 2月 - 信用金庫PRコンクール メディアミックス部門最優秀賞受賞
  - 11月6日 - 釧路新橋支店を新築移転。
- 2018年（平成30年） - 第21回信用金庫社会貢献賞「地域活性化しんきん運動・優秀賞」を受賞（広域連携での観光への取り組み）。
- 2019年（平成31年/令和元年） - NoMaps釧路・根室を開催。
- 2020年（令和2年） - 株式会社大地みらいサービスを解散。厚岸支店を新築移転。
- 2021年（令和3年） - 地方創生担当大臣表彰を受賞（「令和2年度 地方創生に資する金融機関等の特徴的な取組事例」として。
- 2022年（令和4年）
  - 5月6日 - 音別支店移転
  - 7月1日 - 100%出資子会社の地域商社・株式会社イーストフロント北海道を設立
  - 11月24日 - 札幌市に山の手支店を開設

## 店舗網

### 根室地区
- 根室市 - 本店、歯舞支店、駅前支店、あけぼの支店

### 根室内陸地区
- 中標津町 - 中標津支店、りんどう支店
- 羅臼町 - 羅臼支店
- 別海町 - 別海支店、西春別支店
- 標津町 - 標津支店

### 厚岸地区
- 厚岸町 - 厚岸支店、松葉町支店
- 浜中町 - 浜中支店
- 標茶町 - 標茶支店

### 釧路地区
- 釧路市 - 釧路支店、釧路新橋支店、桜ヶ岡支店、武佐支店、鳥取西支店、音別支店
- 釧路町 - 釧路東支店
- 白糠町 - 白糠支店

### 札幌地区
- 札幌市 - 札幌支店、山の手支店

## totoの払い戻し店
同金庫では、すべての支店ともスポーツ振興くじ（toto）当選券の払い戻しは行っていない。

## テレビ番組
- 日経スペシャル ガイアの夜明け 地域経済を救え!信金マンの闘い（2002年6月9日、テレビ東京）[4]

## 関連会社
- 株式会社イーストフロント北海道